# San Agustín (Viana del Bollo)
San Agustín (llamada oficialmente Santo Agostiño) es una aldea situada en la parroquia de Rubiales, del municipio español de Viana del Bollo, en la provincia de Orense, Galicia.

## Demografía
| Gráfica de evolución demográfica de San Agustín entre 2000 y 2023 |
|                                                                   |
| Datos según el nomenclátor publicado por el INE.                  |